# Henderson (Nevada)
Henderson ist eine Stadt im US-Bundesstaat Nevada. Das U.S. Census Bureau hat bei der Volkszählung 2020 eine Einwohnerzahl von 317.610 ermittelt. Sie liegt im Clark County, etwa 20 Kilometer südlich von Las Vegas und hat eine Fläche von 244,7 Quadratkilometern. Die Bevölkerungsdichte liegt bei 1298 Einwohnern je Quadratkilometer. In Henderson befindet sich das Nevada State College. Die Stadt entstand in den 1940er-Jahren und wurde nach US-Senator Charles B. Henderson benannt.
Am 4. Mai 1988 kam es in Henderson zu einem schweren Chemieunfall bei der Chemiefirma Pepcon, der einen Brand und zwei große Explosionen nach sich zog.

## Einwohnerentwicklung
| Jahr | Einwohner¹ |
| ---- | ---------- |
| 1980 | 24.363     |
| 1990 | 64.948     |
| 2000 | 175.381    |
| 2020 | 317.610    |

¹ 1980–2020: Volkszählungsergebnisse

## Persönlichkeiten
- Cecelia Holland (* 1943), Schriftstellerin
- Eli Elezra (* 1960), professioneller Pokerspieler
- Mike Matusow (* 1968), professioneller Pokerspieler
- Brandon Flowers (* 1981), Sänger der Band The Killers
- Joseph David Kucan (* 19. März 1965), Regisseur, Schauspieler, Drehbuchautor

### Weitere Persönlichkeiten
Am 4. August 2007 starb in Henderson der Musikproduzent und Songschreiber Lee Hazlewood.
Berühmtester Einwohner von Henderson war Filmlegende Tony Curtis, der von 1998 bis zu seinem Tod 2010 hier lebte. Nach ihm ist auch die Tony Curtis Lane in Henderson benannt.